# 팔라비 샤르다
팔라비 샤르다(Pallavi Sharda, 1992년 3월 5일 ~ )는 인도계 오스트레일리아 배우이다.

## 출연 작품

### 영화
- 내 이름은 칸 (2010)
- 라이언 (2016)
- 호텔 뭄바이 (2018)
- 톰과 제리 (2021) - 프리타 역

### 텔레비전
- 스트라이크 백 (2019)